# 土師乙勝
土師 乙勝（はじ の おとかつ、生没年不詳）は、奈良時代の人物。姓は宿禰。名は弟勝とも記される。勤広参・土師甥の子。位階は外従五位下。

## 経歴
孝謙朝の天平勝宝9歳（757年）聖武太上天皇の一周忌に、一族の土師犬養とともに外従五位下に叙せられた。
膳大丘とともに、善珠の弟子であった常楼と親交を結び、仏教以外の外教に関する書物を教授した。常楼が20歳になる頃（天平宝字4年〔760年〕頃）にこの学習の成果が現れ、周囲から認められたという。天平勝宝3年（759年）以前、あるいは膳大丘の入唐期間（天平勝宝4年（752年）から天平宝字5年（761年）中に常楼と交際していたとみられ、乙勝はかなりの学識を有していたと想定される。

## 官歴
『続日本紀』による
- 時期不詳：正六位上
- 天平勝宝9歳（757年） 5月20日：外従五位下